# Pelodytes
Pelodytes är ett släkte i ordningen stjärtlösa groddjur och den enda systematiska gruppen i familjen Pelodytidae. Släktet utgörs av endast tre arter med små individer som förekommer i sydvästra och västra Europa samt i regionen kring Svarta havet och Kaukasus. Släktet har inget officiellt, svenskt trivialnamn, men inom terrariehandeln förekommer det att det kallas slamdykare.

## Beskrivning
Med en kroppslängd mellan 4 och 5 cm är arterna ungefär lika stora som en lövgroda. De bakre extremiteterna är jämförelsevis långa och huvudet är avplattat. Ovansidan är slätt eller täckt av små knölar med glest fördelade olivgröna fläckar eller punkter. Hannarna har ett tvådelat ballongliknande hudveck vid käken som kan blåsas upp. Under amplexus omfamnas honan vid höften.
De ingående arterna vistas huvudsakligen på land. Under parningstiden uppsöker de vattenansamlingar där de lämnar sin rom i form av korta snören eller slemmiga säckar på vattenväxter. Grodynglen är jämförd med de vuxna djuren påfallande stor.

## Systematik
Pelodytes bildar tillsammans med den amerikanska familjen Scaphiopodidae en gemensam överfamilj med det vetenskapliga namnet Pelodytoidea. Pelodytoidea sammanfattas med tre andra överfamiljer i underordningen Mesobatrachia.
Till släktet räknas följande arter:
- Pelodytes caucasicus Boulenger, 1896
- Pelodytes ibericus Sánchez-Herraíz, Barbadillo-Escrivá, Machordom & Sanchíz, 2000
- Persiljegroda (Pelodytes punctatus) Daudin, 1802

Två arter lever i västra Europa, den ena på Iberiska halvön och den andra förekommer fram till norra Frankrike och södra Belgien. Pelodytes caucasicus förekommer däremot i Kaukasus och vid Svarta havet. Artbildningen skedde här på grund av isolationen av två populationer under senaste istiden.
Användningen av det vetenskapliga namnet Pelodytes var inte enhetlig under historien. Tidigare listades två arter av släktet Litoria, som tillhör lövgrodorna, under namnet. Dessutom var Pelodytes ett synonym för släktet Pseudotriton, som tillhör de lunglösa salamandrarna.